# Fondali circostanti l'Isola di Ventotene
Fondali circostanti l'Isola di Ventotene este o arie protejată (arie specială de conservare — SAC, sit de importanță comunitară — SCI) din Italia întinsă pe o suprafață de 757 ha, integral marine.

## Localizare
Centrul sitului Fondali circostanti l'Isola di Ventotene este situat la coordonatele 40°47′52″N 13°25′17″E / 40.797778°N 13.421389°E.

## Înființare
Situl Fondali circostanti l'Isola di Ventotene a fost declarat sit de importanță comunitară în iunie 1995 pentru a proteja 1 specie de animale. Situl a fost protejat și ca arie specială de conservare în decembrie 2016.

## Biodiversitate
Situată în ecoregiunea mediteraneană, aria protejată conține 4 habitate naturale: Bancuri de nisip acoperite în permanență slab de apă marină, Recifuri, Straturi cu Posidonia (Posidonion oceanicae), Peșteri marine scufundate complet sau parțial.
La baza desemnării sitului se află o specie protejată de  mamifere: delfin mare (Tursiops truncatus).
Pe lângă speciile protejate, pe teritoriul sitului au mai fost identificate 1 specie de plante, 4 specii de nevertebrate.